# اختلال تحمل الجلوكوز
ضعف تحمل الجلوكوز هو حالة من اضطراب مستوى جلوكوز الدم تظهر في بداية مرض البول السكري ويصاحبها مقاومة للإنسولين واحتمالية عالية للإصابة بمرض قلبي وعائي. ويمكن أن تسبق هذه الحالة النوع الثاني من البول السكري بعدة سنوات. أن ضعف تحمل الجلوكوز هو عامل خطورة يؤدي للوفاة.

## المعايير والقياسات
طبقاً لمعايير منظمة الصحة العالمية وجمعية السكري الأمريكية، يُعرف ضعف تحمل الجلوكوز بأنه:
مستويات جلوكوز من 140 إلى 199 مليجرام / ديسيلتر (7,8 إلى 11 مليمول / لتر) بعد ساعتين من إجراء اختبار تحمل الجلوكوز 75 جرام بالفم. يعتبر المريض بأن لديه الحالة عندما يرتفع مستوى الجلوكوز ارتفاع متوسط بعد ساعتين، ولكن أقل من مستوى جلوكوز النوع الثاني من البول السكري. ويمكن أن يكون سكر الدم على الريق إما طبيعيًّا أو مرتفعا قليلاً.
و تبلغ نسبة البالغين الأمريكيين الذين لديهم واحدة من هذه الحالات من 10 إلى 15%.

## العلاج
أن خطورة تقدم الحالة إلى سكري وتطور مرض قلبي وعائي أكبر من الخطورة في حالة اختلال سكر الدم على الريق[بحاجة لمصدر].
و على الرغم من أن بعض الأدوية تؤخر ظهور السكري، إلا أن تغيير اسلوب الحياة يلعب دورًا أكبر في الوقاية من المرض. يجب على المرضى الذين شُخص لديهم ضعف تحمل الجلوكوز أن يمارسوا الرياضة بانتظام ويقللوا من تناول السكريات.
و قد أظهر الكارنيتين أنه يحسن من امتصاص، وتنظيم وأكسدة الجلوكوز ولكن بصورة مؤقتة (فقط عندما تطول مدة ارتفاع المستويات في الدم).

## اقرأ أيضًا
- اختلال سكر الدم على الريق
- اختبار تحمل الجلوكوز